# Сюккэйэн

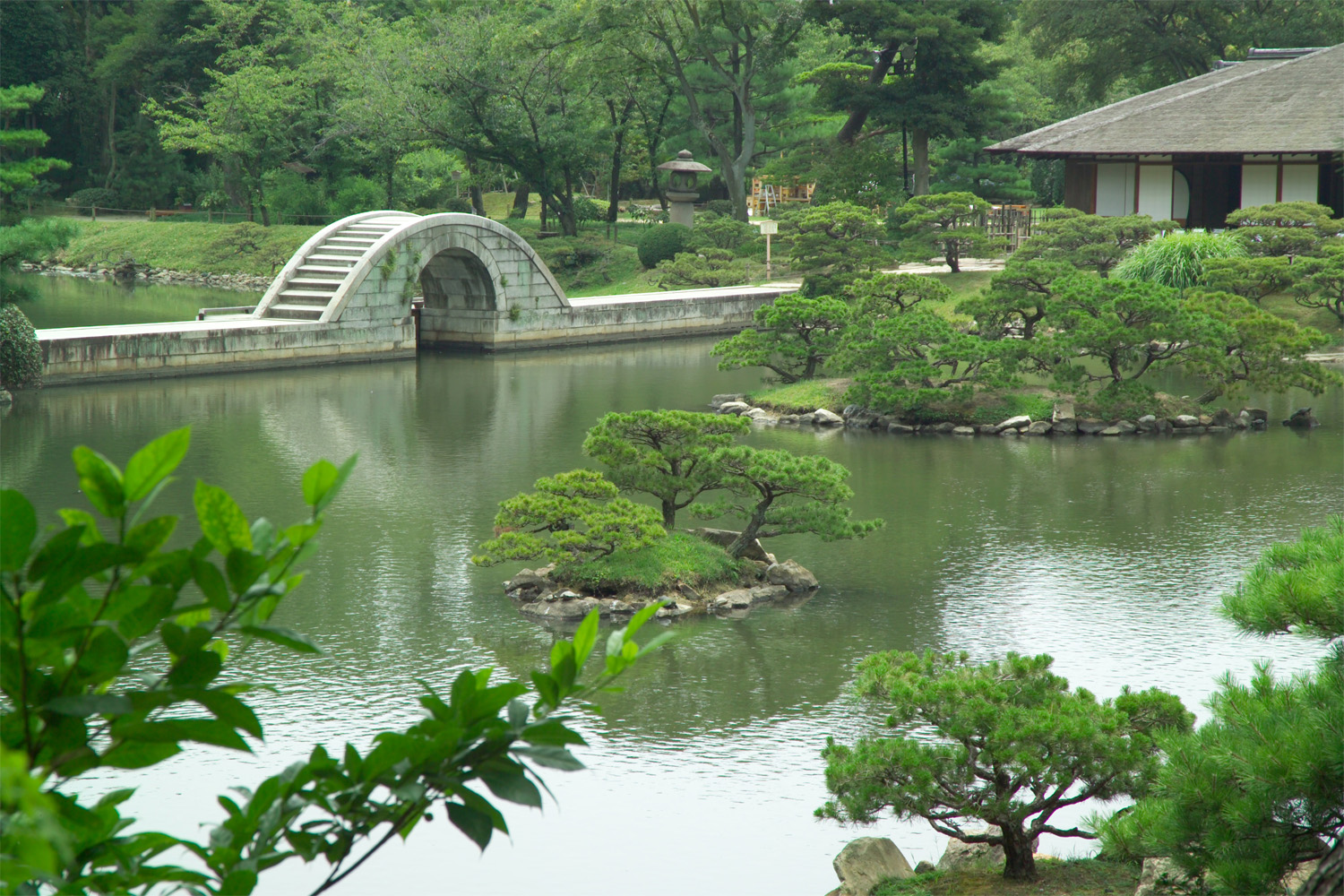

Сюккэйэн (яп. 縮景園, «Сад миниатюрных пейзажей») — японский сад прогулочного типа в Японии, расположенный в городе Хиросима в районе Нака.

## История
В 1619 году самурайский чиновник Асано Нагаакира был поставлен сёгунатом Токугава во главе провинции Аки и 8 уездов провинции Бинго, с центром в Хиросимском замке. В 1620 году его главный вассал и мастер чайной церемонии Уэда Соко начал вблизи замка строительство сада, должен был стать частью виллы нового повелителя. Сад, который состоял из множества миниатюрных ландшафтов, получил название «Сюккэйэн» и, по преданию, олицетворял легендарное «Западное озеро» китайского города Ханчжоу.
После реставрации Мэйдзи в 1869 году Сюккэйэн использовался как усадьба рода Асано. В 1884 году, когда Генеральный штаб Вооружённых сил Японии был перенесён в Хиросимский замок, а сама Хиросима выполняла функции японской столицы, сад стал временной резиденцией Императора. В 1913 году Сюккэйэн был впервые открыт для общественного обзора, а в 1940 году подарен родом Асано префектуре Хиросима. В том же году сад был официально признан ценной государственной достопримечательностью Японии. 6 августа 1945 года Сюккэйэн был разрушен в результате ядерной бомбардировки Хиросимы авиацией США, но вскоре был отреставрирован в 1951 году.
Со второй половины XX века Сюккэйэн является одним из главных туристических объектов Хиросимы, который ежегодно посещает около 300 тысяч человек. Сад считается государственной природоохранной достопримечательностью Японии.

## Описание

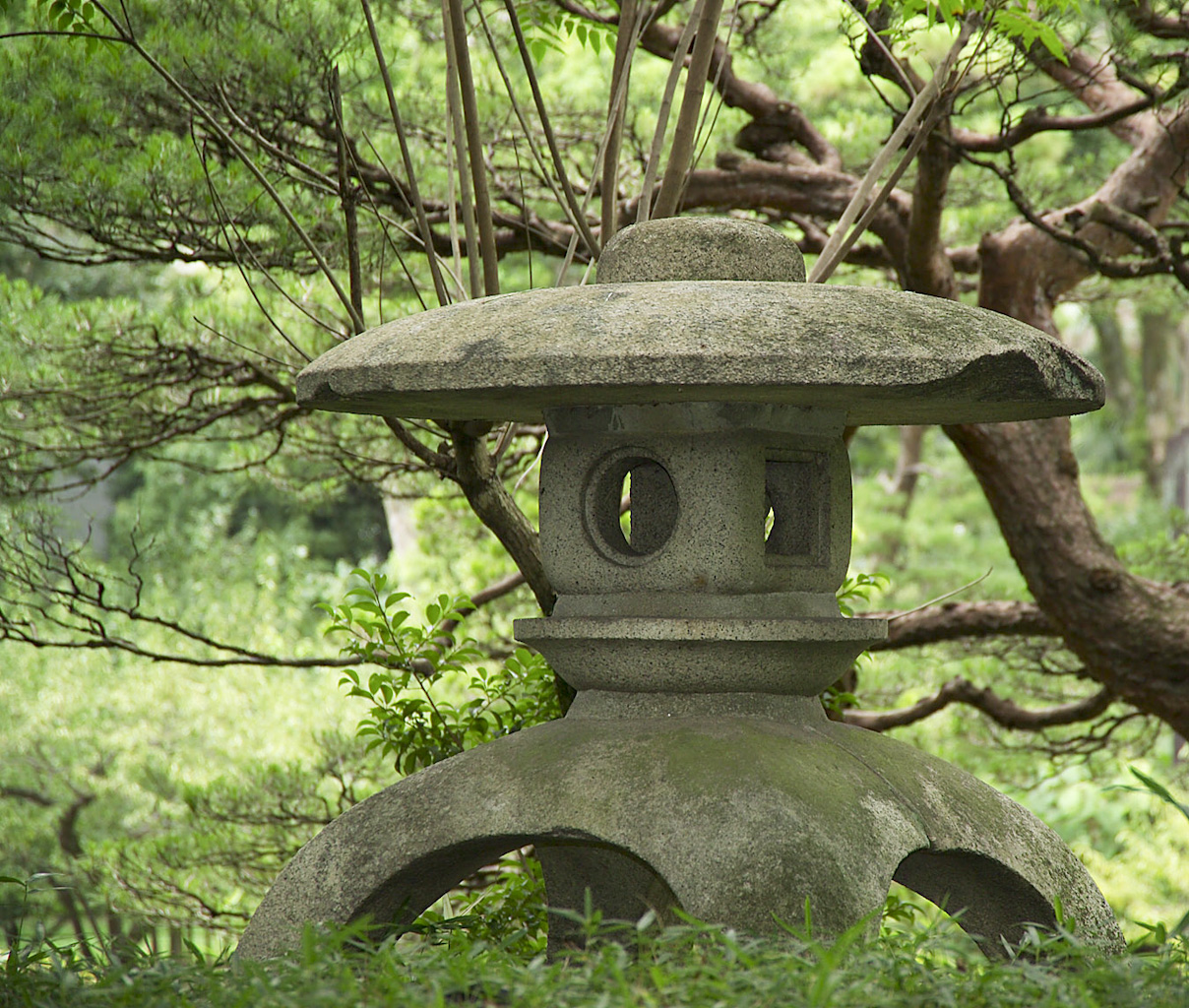
Придорожный фонарь
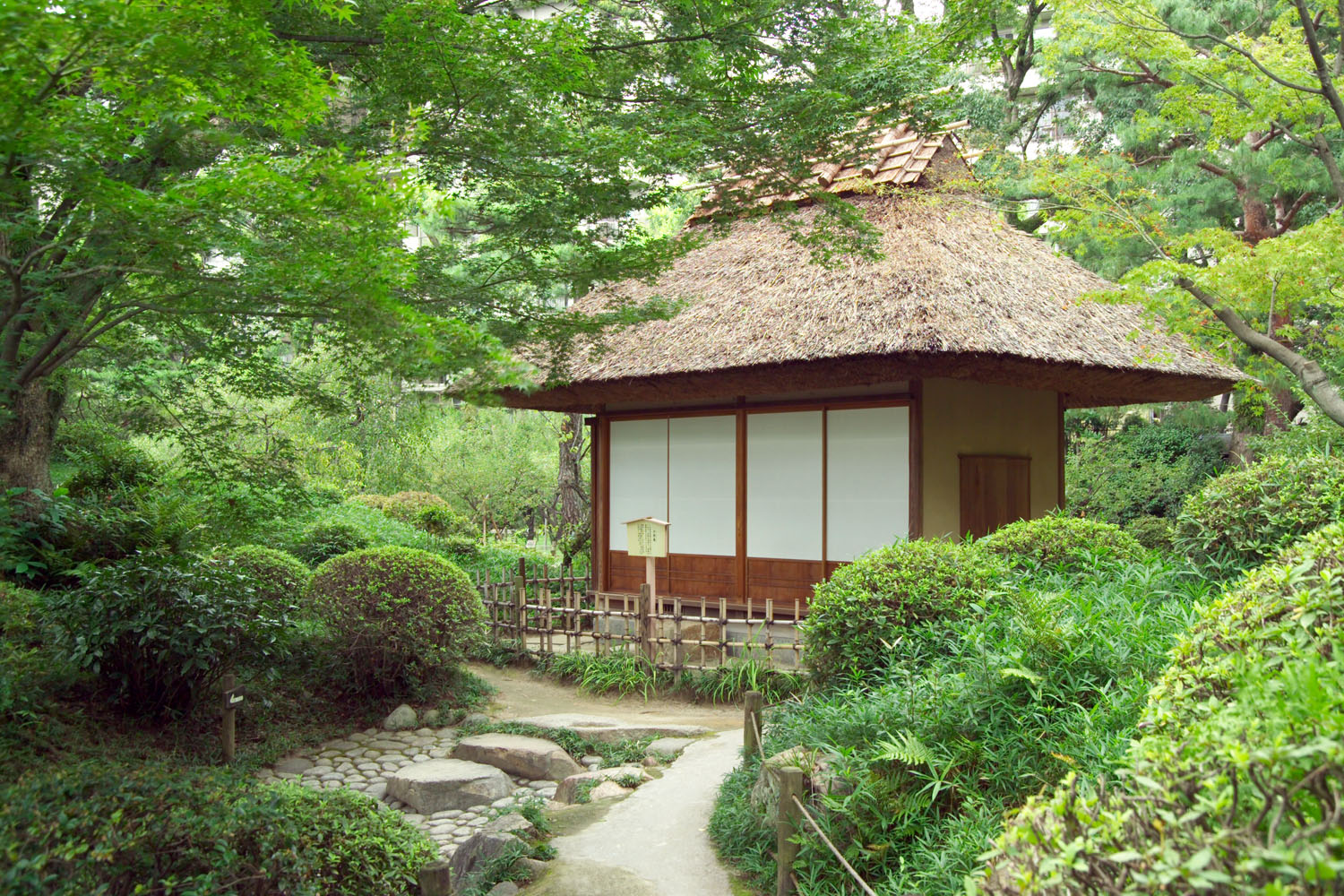
Чайная
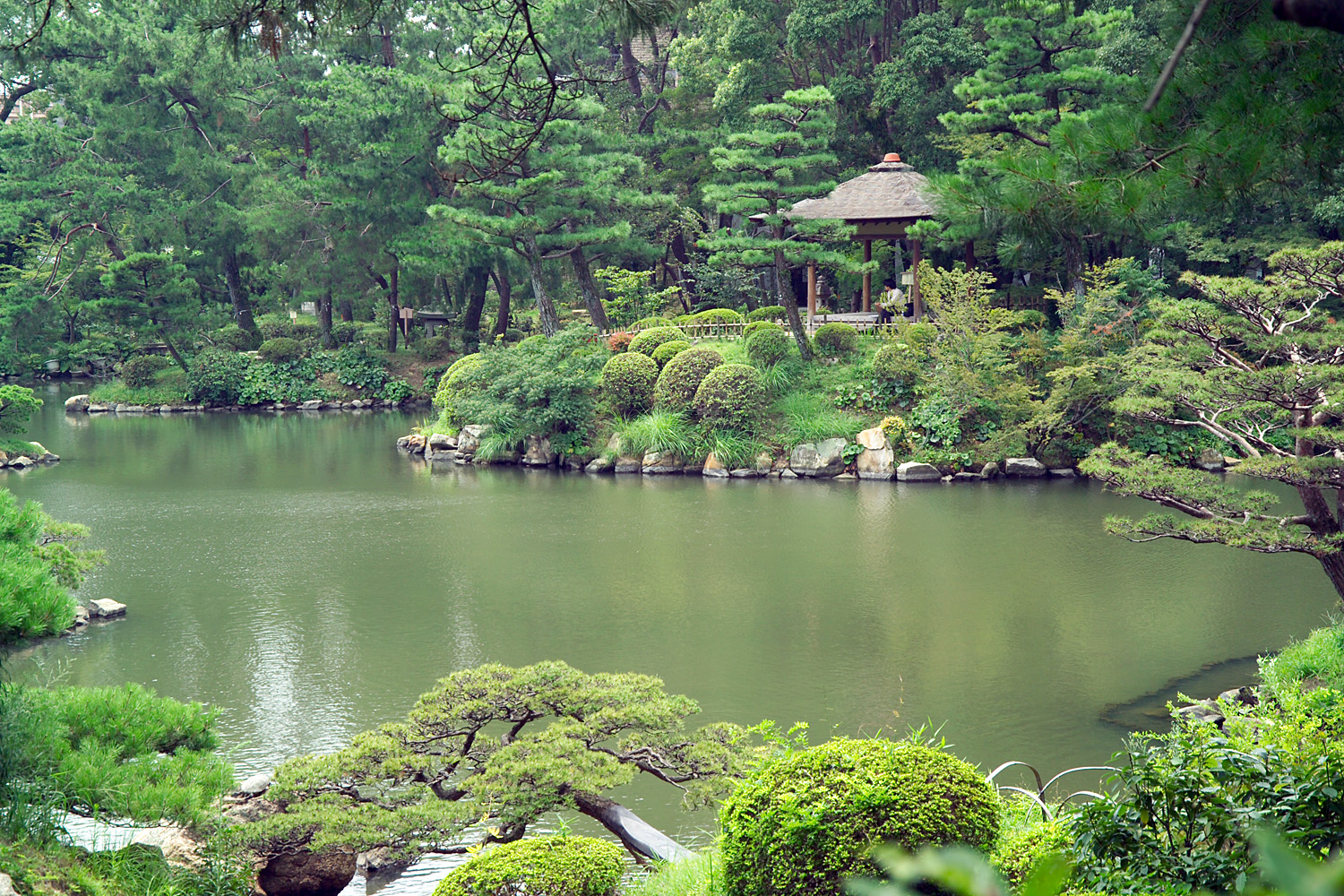
Пруд Такуэй
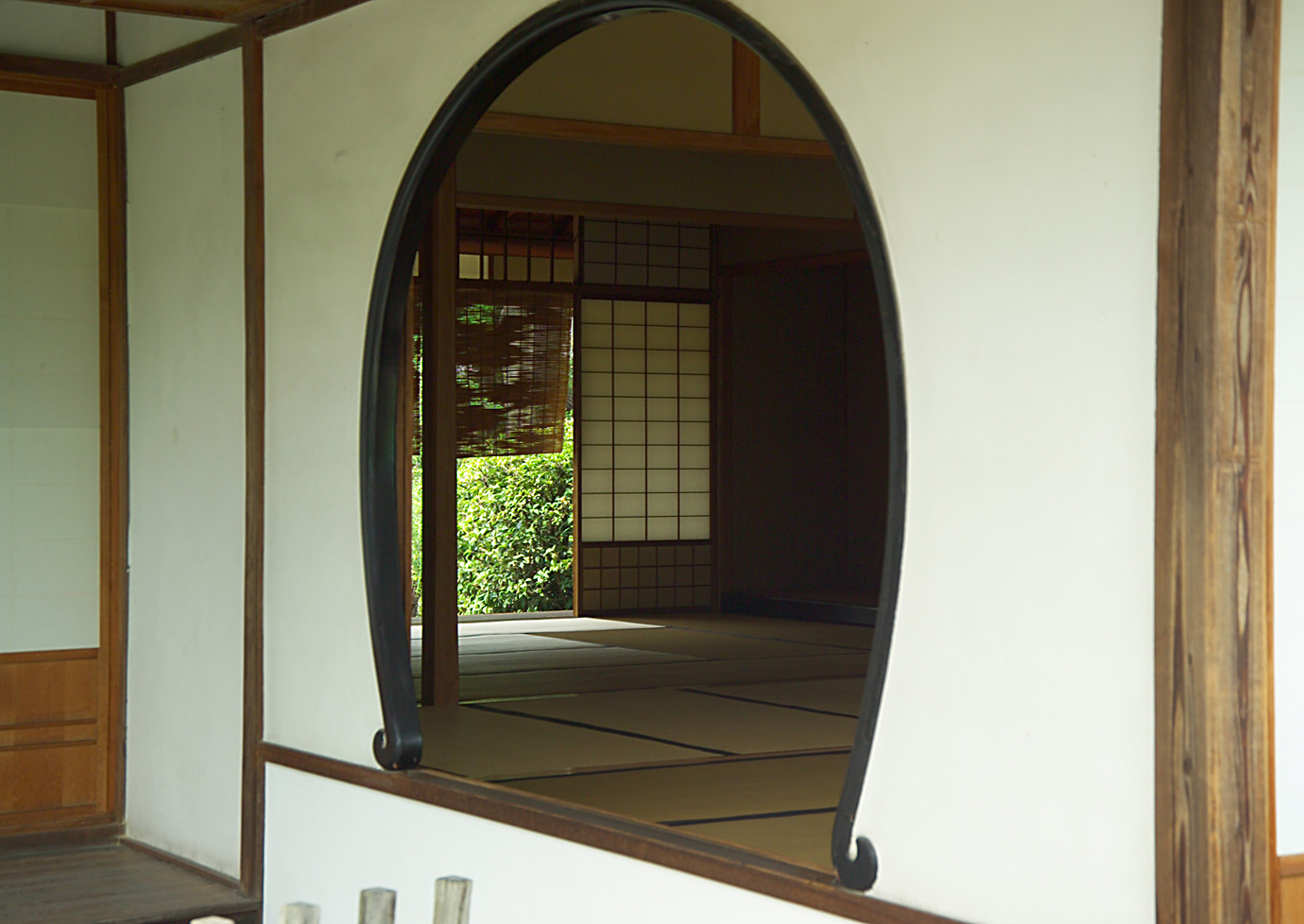
Дом свежего ветра

В центре сада находится пруд Такуэй, в котором размещено более 10 малых и больших искусственных островов. Его окружают округлые насыпные горы, долины, мосты, чайные домики и беседки. Они соединены песчаными и каменными дорожками, с которых открывается вид на весь сад. Для того, чтобы увеличить ощущение размера сада, который является небольшим, использована техника пересечённой местности: равнины резко переходят в возвышенности, местами текут ручьи и водопады, а вся территория густо покрыта деревьями и цветами, которые представляют собой растительность различных времён года. Через центр пруда переброшен «Радужный мост» (яп. 跨虹橋), который был построен по образцу «Лунного моста» токийского сада Коракуэн и «Моста вечности» Императорской виллы Сюгакуин в Киото. В южной части сада находится «Дом свежего ветра» (яп. 清風館 сэйфу-кан), предназначенный для отдыха, чайной церемонии. Он построен в стиле чайной комнаты.